# Hyeonjong (Joseon)
Hyeonjong (koreanisch: 현종) (* 14. März 1641, Joseon; † 17. September 1674, ebenda) war während seiner Regierungszeit von 1659 bis 1674 der 18. König der Joseon-Dynastie (조선 왕조) (1392–1910) in Korea.

## Leben
Hyeonjong, der als Kronprinz Yeon (연) genannt wurde, war der Sohn von König Hyojong (효종) und als dieser verstarb, trat er im Alter von nur 18 Jahren zum höchsten Amt im Staate an. Schon kurz nach seiner Thronbesteigung entbrannte am Hof eine Kontroverse über wie lange eine Königin um ihren verstorbene Sohn trauern muss. Es bildeten sich zwei Lager, von denen die einen eine Trauerzeit von einem Jahr als angemessen hielten und die anderen auf eine dreijährige Trauerzeit bestanden. Aus diesem Disput ergab sich auch eine Frage bezüglich der Thronfolge. Letztendlich entschied Hyeonjong die Trauerzeit für alle Söhne eines Königs auf ein Jahr zu begrenzen und ließ eine Dokumentation, die die dreijährigen Trauerzeit unterstützte, verbrennen.
Hyeonjong galt anders als sein Vater als moderater Herrscher, der es zunächst vorzog, den Empfehlungen seiner Administration nicht immer zu folgen. So versuchten die einflussreichen Leute der Fraktion der Royalisten am Hofe ihn davon zu überzeugen, das Militär zu stärken und sich gegen die schwächer werdende Qing-Dynastie, unter deren Machteinfluss Joseon noch stand, aufzulehnen und sich von ihnen zu befreien. Doch Hyeonjong lehnte ab und folgten den Empfehlungen der Fraktion der Rationalisten und der Befürchtung, dass eine Auflehnung gegen das Qing-Reich für Joseon negative Folgen hätte. Auch ein Schreiben vom 1. Juli 1674 von Yun Hyu (윤휴) (1617–1680), der zu den radikalen Royalisten des Landes zählte und Hyeonjong in dem Brief drängte die Rebellion, gegen die sich die Qing-Dynastie zu der Zeit erwehren musste, auszunutzen und Krieg gegen das Qing-Reich zu führen, ließ Hyeonjong in der Konsequenz unbeantwortet. König Hyeonjong distanzierte sich während seiner 15-jährigen Regierungszeit damit klar von seinem Vater, der zu Lebzeiten eine gegen die Qing-Dynastie gerichtete Politik versuchte zu verfolgen.
Im 10. Jahr von Hyeonjongs Regentschaft entwickelte der Astronom Lee Min-cheol (이민철) (1631~1715) eine durch Wasser gesteuerte Armillarsphäre, die seiner Zeit die Könige an Joseons Hof begeisterten und die Entwicklung derartiger Geräte ihre Unterstützung fand.

## Hyeonjongs Gesundheit
König Hyeonjong soll an einer Augenkrankheit und an Abszesse gelitten haben, gegen die er Bäder in heißen Quellen nahm. Man vermutet, dass er an einer Blutvergiftung und in Folge einer gastrointestinalen Infektion gestorben ist.

## Grabmal des Königs
König Hyeonjong wurde im Sungneung (숭릉), dem königlichen Grabmal in der Stadt Guri (구리) in der Provinz Gyeonggi-do (경기도) beerdigt. Auch seine Frau Königin Myeongseong (명성), die 10 Jahre später verstarb, fand dort ihre letzte Ruhestätte.